# XIII. Alfonz-csatorna

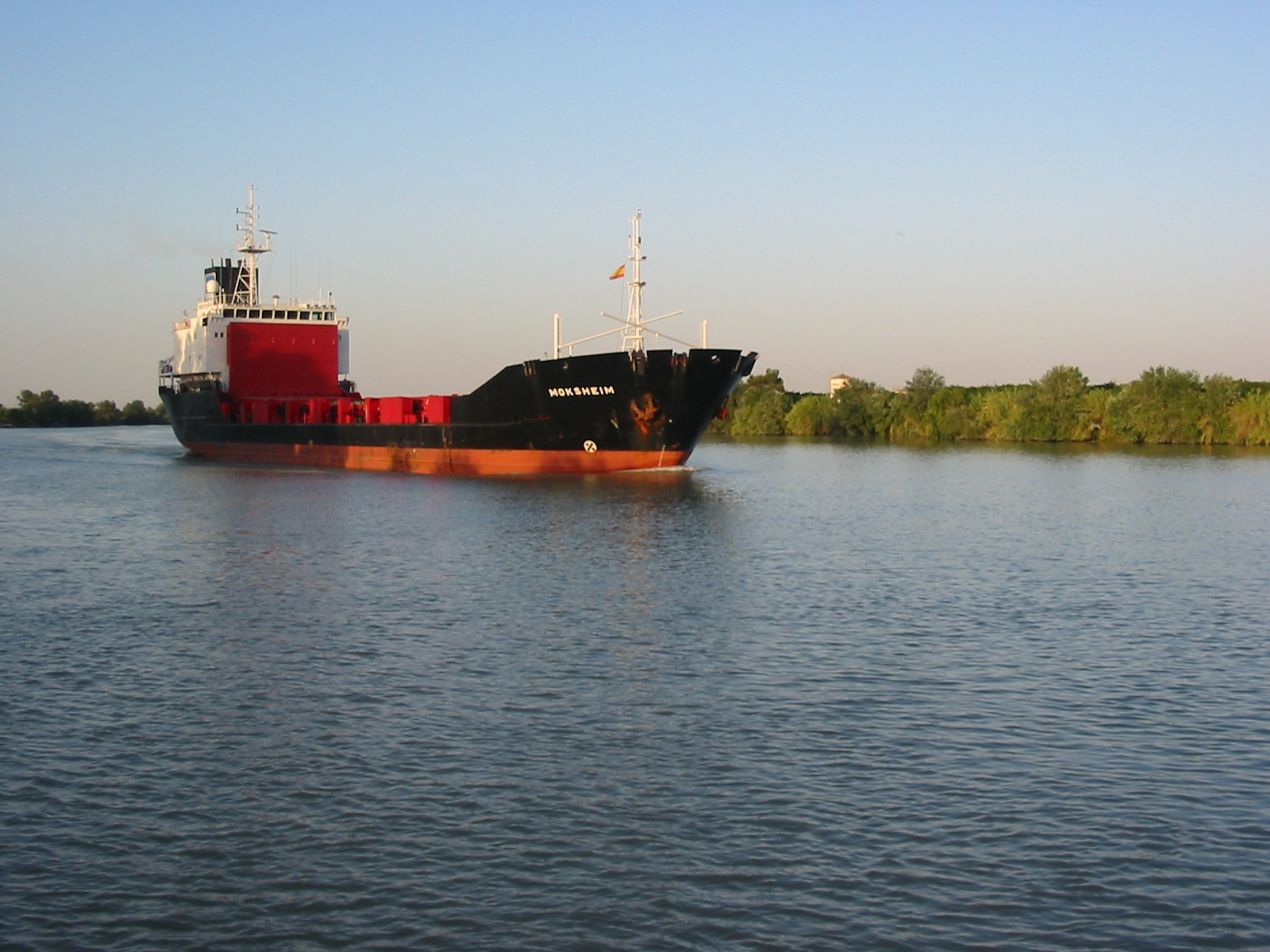
Tengerjáró hajó Sevilla felé tart a csatornán

A XIII. Alfonz-csatorna egy 85 km hosszú víziút, amely az Ibériai-félsziget belsejében fekvő Sevilla tengeri kikötőjét köti össze az Atlanti-óceánnal.

## A csatorna története
Sevilla kikötője az arab uralom idején vált az Ibériai-félsziget egyik legfontosabb kikötőjévé. Az arab uralom végével egy időben erősödött meg a transzatlanti kereskedelem. Az amerikai spanyol gyarmatokról érkező megnövekedett hajóforgalom számára Sevillában új kikötőmedencéket építettek. Ez időben merült fel először az igény, hogy a Guadalquivir szabályozásával az ár-apály által kevésbé befolyásolt hajózóutat építsenek a sevillai kikötőig. A torkolattól a kikötőig a hajóknak 110 kilométert kellett felfelé hajózni a folyón. A hajózóút lerövidítésének érdekében levágták a Guadalquivir több kanyarulatát is, de a kor technikai színvonalán lehetetlen volt egy nagy hajócsatorna megépítése.
A csatorna tényleges megépítése 1902-ig váratott magára. Luis Moliní, a sevillai kikötő igazgatója ekkor vázolta tervét, mely szerint a Guadalquivir Sevilla és az óceán közötti szakaszát egy mesterséges hajócsatorna építésével, illetve három nagy kanyarulat levágásával a harmadára csökkentenék. Tervei szerint a régi folyami rakpartokat a folyótól zsilippel elválasztott dokkokkal váltották ki. Az építkezés Spanyolország megingott anyagi helyzete és az első világháború miatt csak nehezen haladt. A világháború alatt a csatorna építését le is állították. Az építkezés végül 1923-ban készült el.
A háború befejeződésével a nemzetközi kereskedelem fellendült. 1929-ben Delgado Brackenbury, a kikötő új igazgatója a kikötő további kiépítését határozta el. A csatornát ezért tovább szélesítették és mélyítették. Az utolsó nagy fejlesztések az 1992-ben zajlottak. Ekkor a csatorna medrét szélesítették, hogy a világkiállításra érkező szállodahajók is felúszhassanak a csatornán.

## Technikai adatok
| Hossz:                | 85 km                |
| A víztükör szélessége | változó              |
| A hajóút szélessége   | legkevesebb 90 méter |
| Mélység               | 8,2 m                |

Lehetséges legnagyobb hajóméretek a csatornán
| Hossz:                   | 250 méter (tervezet: 280 méter) |
| Magasság víztükör felett | nincs megkötés                  |
| Merülés                  | 8 méter (tervezet: 9,2 méter)   |